# Pagameopsis
Pagameopsis es un género con dos especies de plantas fanerógamas perteneciente a la familia de las rubiáceas.
Es nativa del sur de Venezuela y norte de Brasil.

## Taxonomía
El género fue descrito por Julian Alfred Steyermark   y publicado en Memoirs of The New York Botanical Garden 12(3): 267. 1965.

## Especies
- Pagameopsis garryoides (Standl.) Steyerm. (1965).
- Pagameopsis maguirei Steyerm. (1965).